# 체르타놉스카야역
체르타놉스카야역(러시아어: Черта́новская)은 모스크바 지하철 세르푸홉스코 티미랴젭스카야 선의 역이다. 1983년 11월 8일에 개장했다.

## 지리
체르타놉스카야 역은 발라클라바 대로와 체르타노프 거리에 위치해 있다.